# Campanula raineri
Espèce
Classification phylogénétique
La campanule de Rainer (Campanula raineri) est une espèce de plantes des Alpes italiennes et suisses. D'une dizaine de centimètres, elle se rencontre sur les parois rocheuses calcaires.

## Culture
Zones de rusticité:	4-8
Exposition :	soleil 
Sol :	drainé, tout sol
Multiplication :	germe en 4 semaines à 5-20 °C après une période de froid de 6 semaines
Usages :	rocaille,éboulis, auge, attire les papillons, pétales comestibles